# 劉煒 (明)
劉 煒（りゅう い、生年不詳 - 1461年）は、明代の官僚。字は有融。本貫は寧波府慈谿県。

## 生涯
1439年（正統4年）、進士に及第した。1442年（正統7年）、南京刑科給事中に任じられた。ときに副都御史の周銓が私的な恨みで御史を鞭打っていた。1447年（正統12年）、御史の范霖・楊永・尚褫ら10人が共同で周銓を弾劾し、劉煒も同僚の盧祥らとともに周銓を弾劾した。周銓は獄に下されたが、反訴して范霖・楊永や劉煒・盧祥らを弾劾した。王振はもともと御史や給事中ら言官を憎んでいたため、周銓を弾劾した言官を全員逮捕して獄に下した。范霖と楊永は絞首とされたが、後に一死を減じられた。他の御史たちは辺境に一兵士として流され、あるいは地方に左遷された。劉煒と盧祥は罪を贖って留任し、周銓は錦衣衛で獄死した。劉煒は都給事中に累進した。
1453年（景泰4年）、戸部は辺境の食糧が不足していたことから、罷免されて退官した者のうちで不正に財産を蓄えた罪にあたらない者に辺境への食糧輸送を命じて、その報奨として米20石を給与するよう上奏した。劉煒らはこれに反対した。山東が不作の年で、南京戸部尚書の沈翼を振恤に赴かせたが、沈翼は無定見で方策がなかった。このため劉煒は沈翼を弾劾し、なおかつ「当地にはすでに刑部尚書の薛希璉と大理寺少卿の張固が鎮撫しており、さらには礼部侍郎の鄒幹と都御史の王竑がいて振恤にあたっているので、また人員を増やすのは、いわゆる十羊九牧というものです。沈翼を南京戸部に帰して、振恤は薛希璉らにお命じください」と言上した。景泰帝は劉煒の言に従った。臨清に駐屯していた平江侯陳豫には制度に違反することが多かった。劉煒は陳豫を弾劾し、陳豫は譴責を受けた。
1454年（景泰5年）、都督の黄竑は皇太子を朱見深から朱見済に交代させる議論のために景泰帝に目をかけられたことから、上奏して覇州と武清県の地を求めた。劉煒らは「黄竑はもともと少数民族出身の軍人で、重職に上った者です。寵を恃んで権限を濫用し、六七十里の地を望むとは、君主を無視する行為ではありませんか。その罪を正すようお願いします」と言上した。景泰帝は黄竑を許し、戸部主事の黄岡と謝㫤を派遣して調査させた。二人が帰還して上奏すると、やはり黄竑は民の財産を侵奪していた。戸部が黄竑を処罰するよう求めたが、景泰帝はついに黄竑を処罰しなかった。
天順初年、劉煒は雲南参政として出向した。1460年（天順4年）、広東参政に転じ、恵州府と潮州府を分守した。潮州府で羅劉寧らが反乱を起こすと、劉煒はこれを招諭しようとしたが、帰順しなかったので、兵を進めて殲滅し、羅劉寧らを殺した。南雄府と韶州府の担当に転じた。1461年（天順5年）、両広の瑶族の乱を鎮圧するため、大軍が動員されると、劉煒は過労のため倒れ、在官のまま死去した。